# 新佩斯

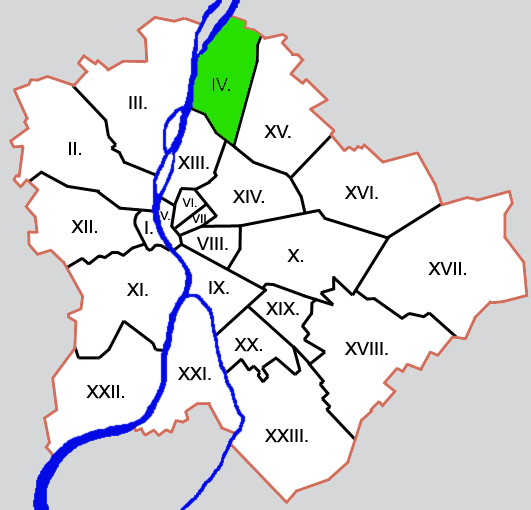
所在位置

区徽

新佩斯（匈牙利語發音：[ˈuːjpɛʃt]），是匈牙利首都布达佩斯的一个区，总面积18.82平方公里，总人口98 374，人口密度5 227人/平方公里（2009年1月1日）。